# Rasa de Vilardell
La rasa de Vilardell és un curs fluvial de la comarca del Solsonès, afluent del Riard (el qual, ensems, ho és de la Ribera Salada).
Neix a 988 m d'altitud, a 327 m al NW de cal Sarri i durant pràcticament tot el seu recorregut segueix la direcció NE-SW. 1.200 m després del seu naixement passa a 200 m a l'est de la masia de  Vilardell i desguassa al  Riard a 669 m d'altitud.